# Kanton Petite-Île
Der Kanton Petite-Île war von 1949 bis 2015 ein französischer Wahlkreis im Arrondissement Saint-Pierre des Übersee-Départements Réunion. Er umfasste einzig die Gemeinde Petite-Île.